# Rickard Rotstein
Rickard Rotstein, född 4 juli 1950, är en svensk arkitekt. Han är utbildad vid Arkitekturskolan (KTH) och driver sedan 1992 arkitektkontoret Rotstein Arkitekter, som han också grundat.

## Bilder, verk i urval

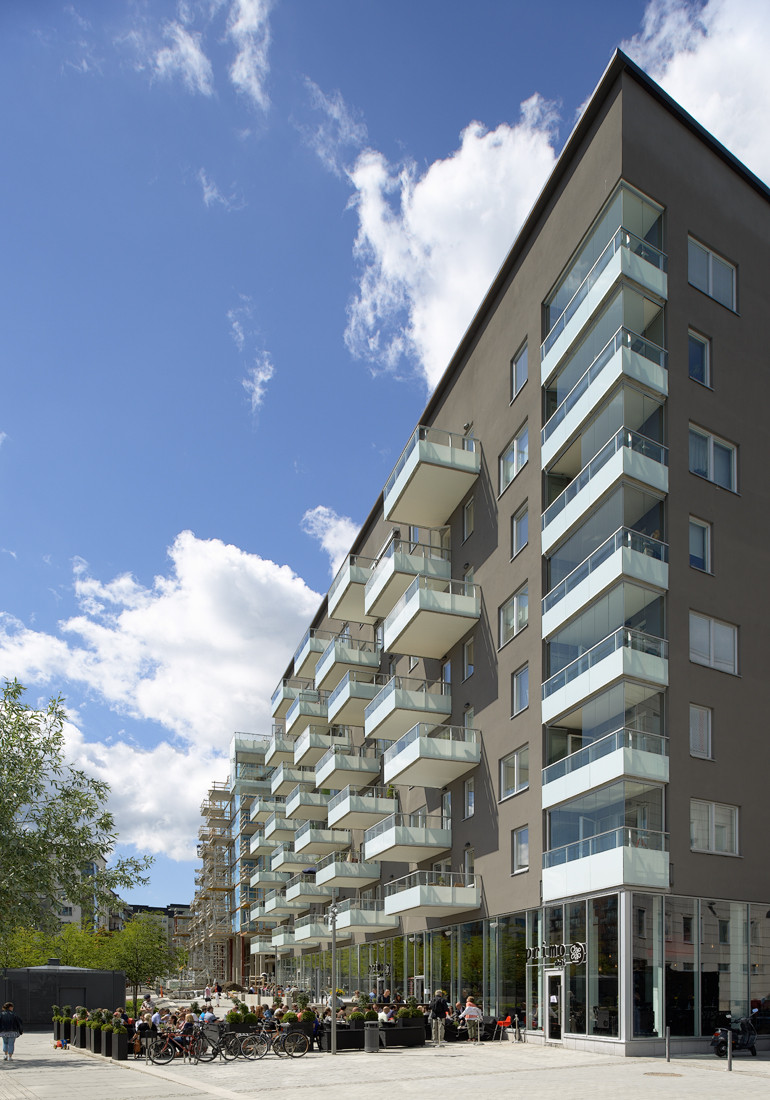
Marievik 32, 33, 34
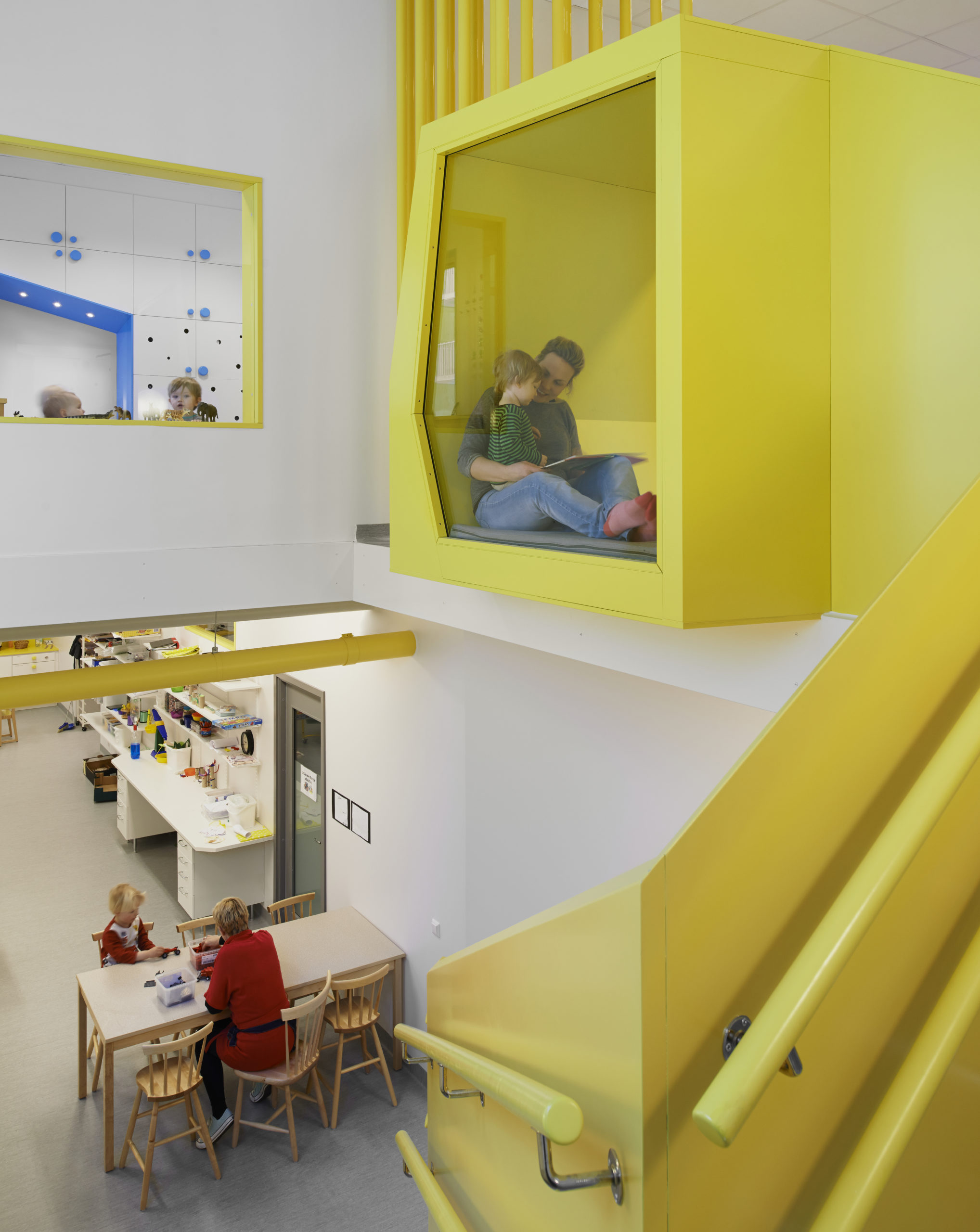
Förskolan Sjötorget, Stockholm - tillsammans med Anders Rotstein. Nominerad till Årets Stockholmsbyggnad 2013
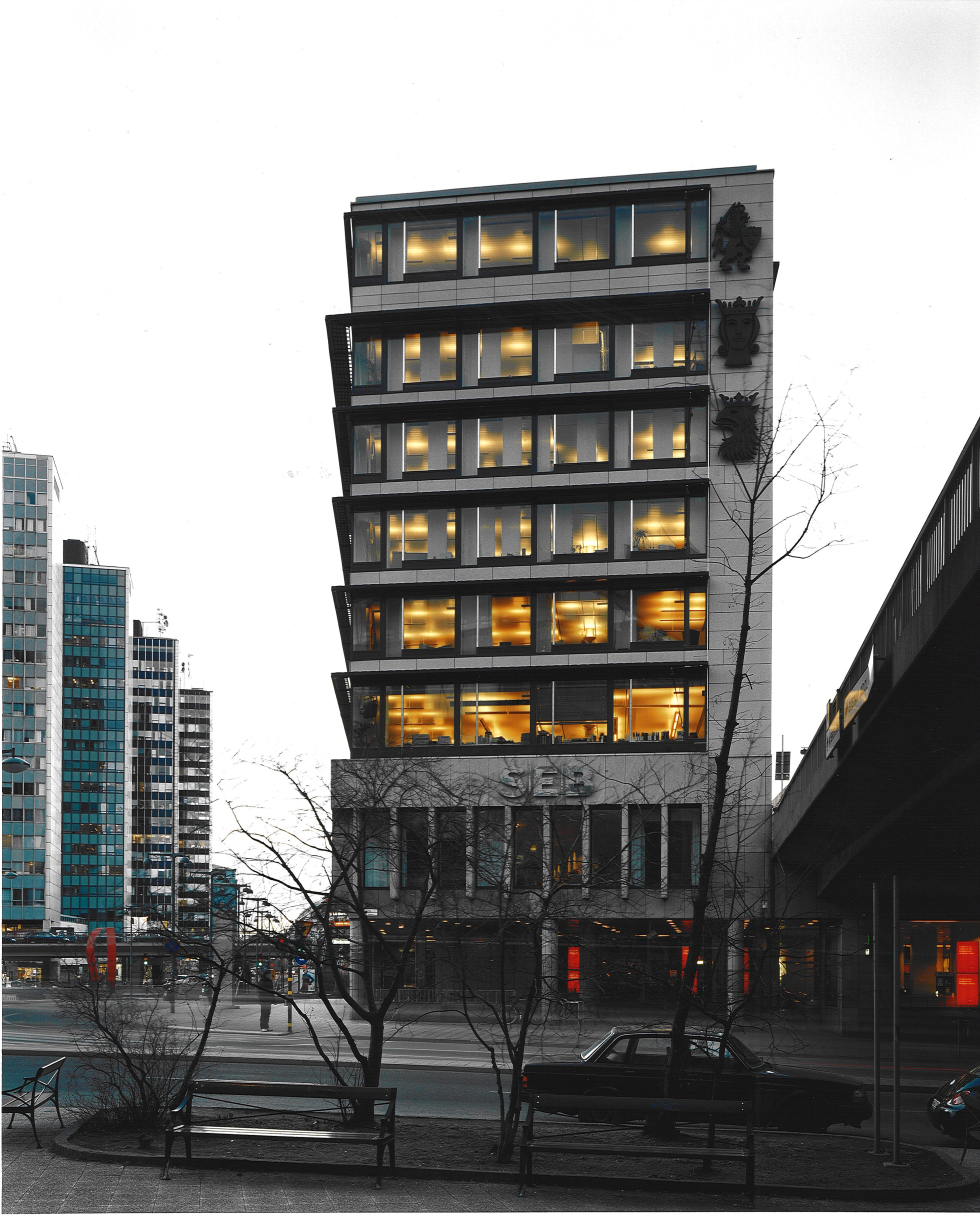
SEB Hästskon 12[2], tillbyggnad vid Sergels Torg 1997 (riven 2021)
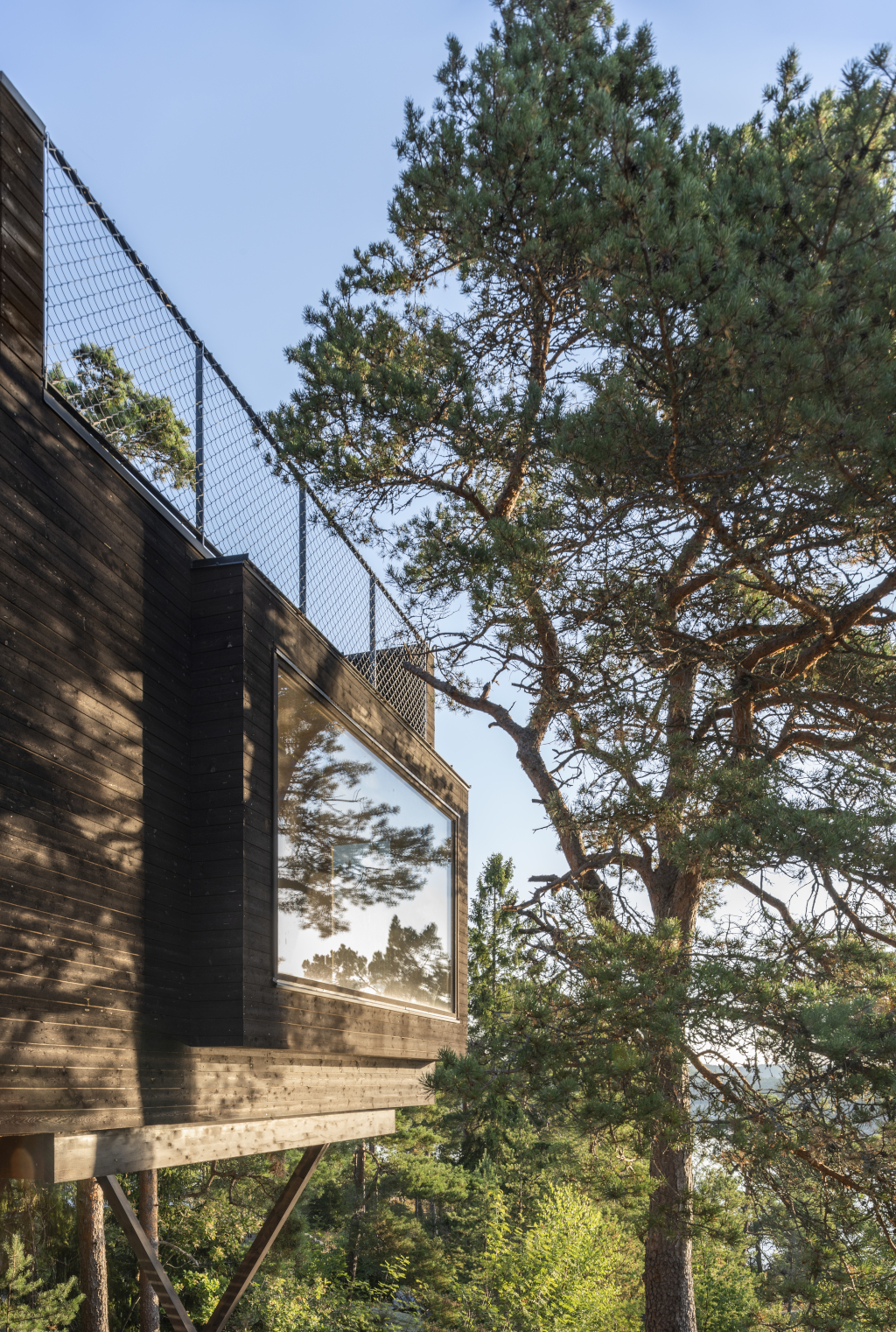
Huset På Klippan, Stockholms Skärgård
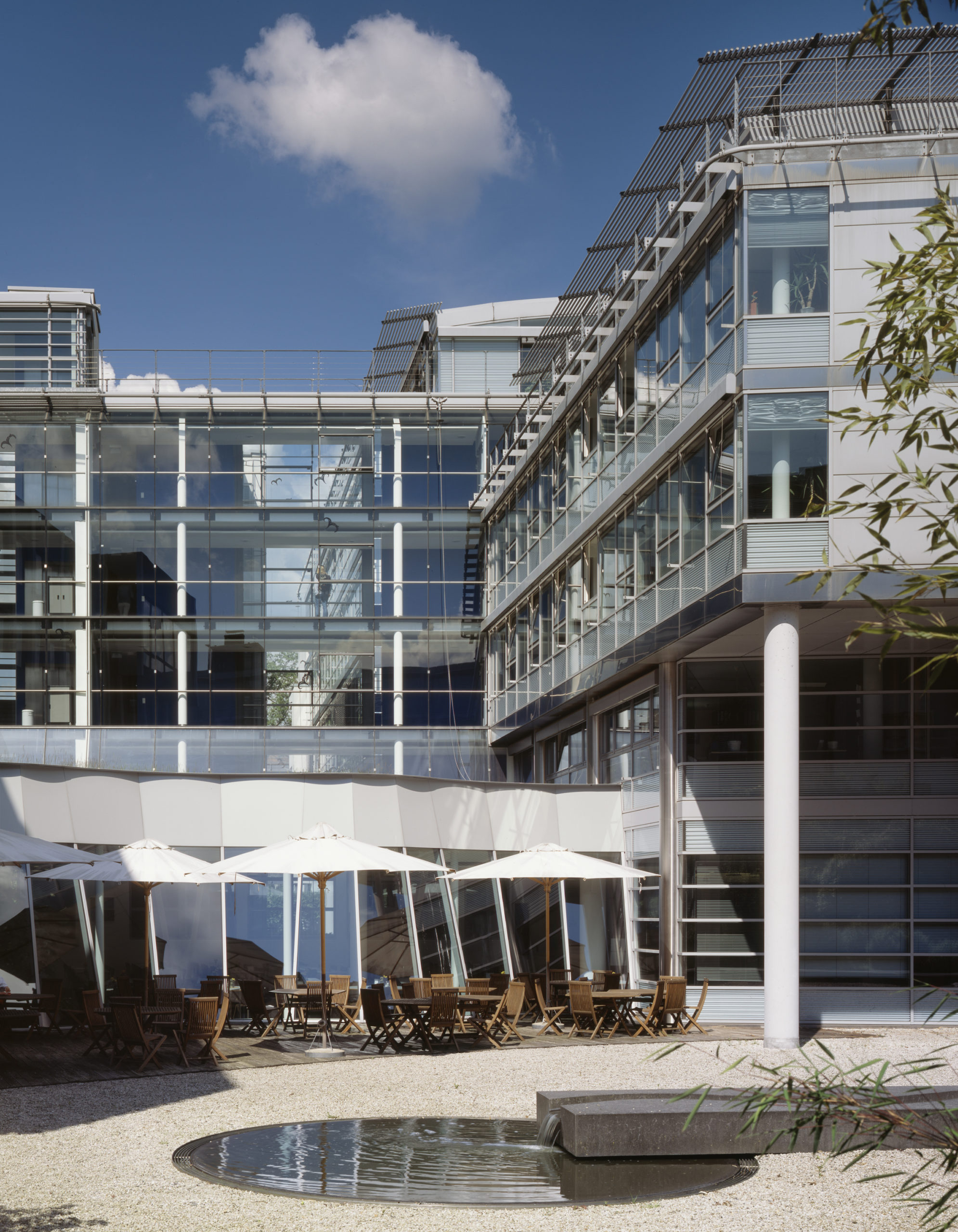
Bruderhilfe Försäkringar, Kassel
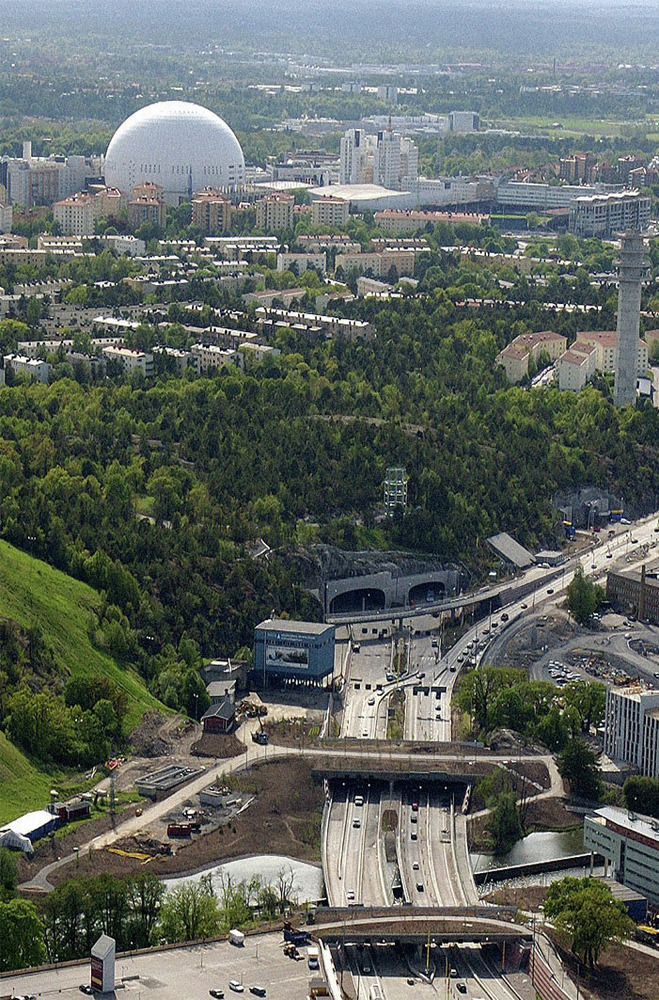
Nacka Port, öppen del av Södra Länken med ekodukter. Vackra vägars pris.